# Eleonora Meleti
Eleonora Meleti (gr. Ελεονώρα Μελέτη; ur. 17 września 1978 w Atenach) – grecka dziennikarka, prezenterka telewizyjna i polityczka, posłanka do Parlamentu Europejskiego X kadencji.

## Życiorys
Ukończyła filologię francuską na Uniwersytecie Narodowym im. Kapodistriasa w Atenach. Uzyskała też dyplom z literatury włoskiej na Università degli Studi di Ferrara. Kształciła się również w zakresie dziennikarstwa. Początkowo zajmowała się tłumaczeniami w prasie. Od 2001 związana z dziennikarstwem radiowym i telewizyjnym. Była reporterką, redaktorką wiadomości, prezenterką serwisów informacyjnych i programów rozrywkowych. Pracowała w telewizjach Alter Channel, ANT1, Star Channel, Epsilontv, Alpha TV i Mega Channel.
Brała udział w jednej z edycji programu Dancing with the Stars, później udzielała się jako jurorka w tym programie. W 2021 opublikowała swoją pierwszą książkę Jineka psachni…, która trafiła w Grecji na listy bestsellerów.
W wyborach w 2024 z listy Nowej Demokracji uzyskała mandat posłanki do Parlamentu Europejskiego X kadencji.